# Alain Perrin
Alain Perrin (Lure, Haute-Saône, 7 oktober 1956) is een Frans voormalig voetballer en huidig voetbaltrainer, die met Olympique Lyonnais in het seizoen 2007/08 kampioen van Frankrijk werd. Tussen 2014 en 2016 was hij de bondscoach van China.

## Loopbaan
Perrin begon zijn carrière bij het Franse AS Nancy in 1983, als assistent-coach van Arsène Wenger, sinds 1996 coach van Arsenal. Perrin bouwde een reputatie op als talentvolle jonge coach, en kreeg de jeugdopleiding onder zijn hoede.
In 1993 werd Perrin voor het eerst hoofdtrainer, van de (op dat moment) amateurclub Troyes. Met drie promoties in zes seizoenen bracht hij de club in hoog tempo naar het hoogste niveau: de Division 1. Ook kwalificeerde de club zich voor de UEFA Cup. Dit succes leidde ertoe dat hij in 2002 een baan kreeg aangeboden als trainer bij de Franse club Olympique Marseille. Maar halverwege het seizoen 2003/04 werd hij ontslagen. Aan interesse was er echter geen gebrek. Zijn naam werd veelvuldig in verband gebracht met het Engelse Southampton. Hij koos echter voor Al Ain in de Verenigde Arabische Emiraten waar hij tot oktober 2004 werkzaam was.
In april 2005 werd hij benoemd tot trainer van Portsmouth, daarmee interim-trainer Velimir Zajec vervangend, die de leiding had sinds Harry Redknapp in oktober 2004 vertrok. Het lukte hem om de club hoog te laten eindigen, maar het volgende seizoen werd hij ontslagen na een teleurstellende reeks met slechts vier overwinningen in twintig wedstrijden. Op 19 mei 2006 tekende hij bij het Franse Sochaux, dat uitkwam in de Ligue 1. Hij won in het daaropvolgende seizoen de Coupe de France na in de finale Olympique Marseille, zijn vroegere club, te hebben verslagen.
Op 30 mei 2007 tekende hij een contract bij Olympique Lyonnais, waar Gérard Houllier enkele dagen voordien opstapte. Ondanks het winnen van het landskampioenschap en de Coupe de France werd Perrin in 2009 ontslagen.

## Erelijst
Troyes
- UEFA Intertoto Cup: 2001

 Sochaux
- Coupe de France: 2006/07

 Olympique Lyon
- Ligue 1: 2007/08
- Coupe de France: 2007/08
- Trophée des Champions: 2007